# Szalánta története
Szalánta története a 12. század végétől datálható; 1192-ben említi először írott dokumentum, Zolounta alakban. Az akkori Szalánta csak a mai település Bukvék nevű része volt. Németi első írásos emléke 1240-ből való, a települést Nemti néven említi.
A 17. században katolikus bosnyákok érkeztek. Radonay Mátyás Ignác pécsi püspök is szorgalmazta a betelepítésüket 1690-években.
1804-ben épült a ma is látható templom (védőszentje: Szent László).
Az első világháború végén,  1918. november 14-én megérkezett megszálló szerb csapatok Baranya jelentős részére igényt tartottak. Szalántán és Németiben is akkor a lakosság 95–95%-a volt délszláv eredetű. 1921 augusztusában a szerb katonák elhagyták Baranyát.
A második világháború Szalántán 1944. november 30-án ért véget. Előtte való nap Szalántán még németek, Németiben szovjetek állomásoztak. A Németi-patak volt a front.
1977. január elsején a két falu Szalánta és Németi egyesült.

## Az őskor idején
Szalánta területén Kr. e. 4000–3700 között a Körös kultúra népei, majd kb. 1500 évig a vonaldíszes kerámia népe élt. Kr. e. 2800–2500 között a lengyeli kultúra képviselő lakták a régiót, majd 200 évig a balatoni csoport élt itt. Ezután a bolerázi, majd a badeni kultúra népei lakták a vidéket kb. Kr. e. 1900-ig. A bronzkor idején a Somogyvár-Vinkovci kultúra képviselői éltek a falu környékén. Kr. e. 1800–1400 között a mészbetétes edények népe telepedett meg, majd Kr. e. 1100-ig a halomsíros kultúra volt jelen. Ezután az urnasíros kultúra terjedt el a Kr. e. 1100–800 közötti időszakban. A vaskor késői szakaszában a pannonok lakták a vidéket Kr. e. 450–350 között, őket a kelták követték, akik 70 évig éltek itt.

## Az ókor idején
A Római Birodalom terjeszkedése Kr. e. 12–9 között érte el a megye területét. Pannónia provincia része lett a falu területe. Szalánta közelében két római összekötő út is haladt: Pécs-Görcsöny-Sellye-Markóc a másik Pécs-Keszü-Szilvás-Rádfalva-Tésenfa útvonalon.
A vármegye területe a rómaiak alatt rohamos fejlődésnek indult, amelyet 167-ben a kvád–markomann–szarmata háború tört meg. 259–260-ban dél felől a roxolánok pusztították el Sopianae-t. A 4. században kezdett el terjedni a kereszténység. A rómaiak uralma a 379-ben bekövetkezett hadrianopolisi csatavesztéssel ért véget. A megye területe ezután a gót-alán-hun csoportok kezére került.

## A középkor idején
A hunokat a 6. században a keleti gótok, majd a longobárdok követték. A 6. század végén a vidéken az avarok jelentek meg, akik a honfoglalásig éltek itt. A 7. században a falu területén is megjelentek a horvátok. A honfoglalás előtt a frankok foglalták el a Dunántúlt.
A honfoglaló magyarok Botond törzséhez tartoztak. A szlávok behódoltak a magyaroknak ekkor. Idővel ezek a horvátok asszimilálódtak.
Az első írásos emlék Szalántáról 1192-ből való, a települést Zolounta néven említi. Az akkori Szalánta a mai település Bukvék nevű része volt csak. Jelentése tölgyes, tehát a tölgyesek mentén telepedtek le. A falu területe az Árpád-korban Kán nembeli László vajda birtoka volt, akitől per útján 1290 és 1302 között Aba nembeli Nekcsei Sándor fiai szerezték meg anyjuk leánynegyede fejében. . Később 1329-ben Nekcsei Demeteré, 1336-ban felét Nekcsei Demeter leánya férjére, Garai Pálra hagyta, másik fele Nekcsei Miklós fia, Denké lett. Eszterág tehát a középkorban magyar falu volt, azonban a török hódoltság alatt elnéptelenedett. A falunak a 14. században papja volt. Ez azt jelenti, hogy jelentős településnek számított akkor.
Németi első írásos emléke 1240-ből való, a települést Nemti néven említi. A falu története bizonytalan, mivel több Nemti is volt a megyében ez idő tájt. A történészek a mai napig nem tudják eldönteni, hogy a mai Szalánta-Németi, vagy az Eszéktől délkeletre levő Németi puszta a névadója a Baranyában nagy szerepet játszó Németi nembeli Németieknek. A pécsi egyházmegyében számos Németi falu bizonyítja a falusi németség létezését.
Eszterágpuszta története megegyezik Szalántáéval a 13–14. században.
A néphagyomány szerint Szent László királynak volt a falu közelében egy vára, innen írt levelet nővérének, amelyet ma Zágrábban őriznek.
A 14. században Szalánta és Németi külön-külön önálló plébániával rendelkezett. 1336-ban Szalánta Zalantha alakban szerepel egy oklevélben.
Szalántát csere útján 1425-ben a pécsi káptalan szerezte meg.

## A török hódoltság alatt
1542-ben – egy évvel a török hódoltság baranyai kezdete előtt – a pécsi székeskáptalan birtoka volt egészen 1566-ig, Szigetvár elfoglalásáig.
Szalánta neve 1553-ban bukkant fel ismét az összeírásokban: „Sziget vár leltára és a falvak nevei 1553. évben… Odwar, Bosta, Kewke, Zalontha, Arpad a pécsi káptalané…”
A 16. században megyeszerte a falvak népessége csökkent. Németi teljesen elnéptelenedett, Szalánta népesség erősen visszaesett.
Siklós környékén hosszú évtizedekig béke volt. Az első komolyabb katonai hadművelet 1664-ben zajlott le. Ekkor Zrínyi Miklós hadai az eszéki híd fölégetése után Siklóson keresztül vonultak vissza. Ekkor a vár helyőrsége nem támadta meg a keresztény hadat, hanem hagyta, hogy továbbvonuljon. Zrínyi Miklós tudomást szerzett, hogy Szalántánál 1500-2000 fős török-tatár csapat táborozik. Elrendelte ellenük a támadást, de mire a faluhoz értek volna, a törökök elmenekültek.
A 17. században katolikus bosnyákok érkeztek. A pécsi bosnyákok már 1613-ban saját papjuk is volt. Jelentős csoportok Radonay Mátyás Ignác pécsi püspök munkássága alatt érkeztek a területre az 1690-es években.
1620-ban Vidóczi Fábián, későbbi turbéki plébános Szalántán látta el papi teendőit, vezetve a Szent Márton-templomot.

## Az újkor idején
1686. október 16-án érkezett a keresztény sereg Pécs vára alá, amit 21-én felszabadított. Ezzel Szalánta és környéke ismét a Magyar Királyság része lett.
Eszterágról 1695-ben az alábbiakat jegyezték fel:
„Isztrák 14 évvel ezelőtt pusztává lett falu, 4 ház volt benne.

E hely egykor Csanádi urasághoz tartozott, de senki sem tudja, hogy neki az itt lakók mit fizettek. Török földesura Szender Szpai volt…”
Németiről 1695-ben az alábbiakat jegyezték fel:
„Lakói egy része régóta itt lakik, más része Boszniából jött.

Keresztény földesuruk a pécsi püspök volt... Török földesuruk Ezerdi Ago volt.

...

Mind a régi lakók, mind a jövevények katolikusok”
Szalántáról 1695-ben az alábbiakat jegyezték fel:
„8 évvel ezelőtt pusztává lett falu. 15 ház állt benne.

E hely a pécsi püspökhöz tartozott … Török földesuruk Musztay Beg volt<>”
1703-ban Németit és Szalántát visszakapta a katolikus egyház. Az okirat 1703. április 19-én kelt Bécsben, amely megerősítette, hogy a két település ura a pécsi káptalan.
A Rákóczi-szabadságharc alatt 1704-ben a szerb csapatok megtámadták a németi plébániát, az épületet kirabolták, a plébánost megölték. Ezután Stipkovics János, volt Zágrábi egyházmegyés pap több jezsuitával a két faluban telepedett le. Még ebben az évben felújították a plébániát. A templom viszont még Szalántán állt.
A nádor rendeletére 1711–1712-ben országos házösszeírást végeztek. Szalántáról a következőket írják, mely utal az 1704-es szerb pusztításra:
„Szalánta

A tisztelendő klérusé.

Az egész falu leégett. Minden barmot elhajtottak.”
1714. március 13-án egyházmegyei zsinatot tartottak Pécsett, amelyen részt vette Kovácsics Pál, Szalánta plébánosa. Egyházi szempontból ekkor hozzá tartozott Málom, Keszü, Pogány, Kökény, Szilvás, Bosta, Szőkéd és Németi. A kereszteltek anyakönyvét 1719-től vezetik.
1721-ben a következőt írták Szalánta templomáról: „Szent Márton tiszteletére kőből épült, jó tetővel. Téglából épült tornya van egy haranggal.”
Szalánta 1729-ben már rendelkezett iskolával, azonban tanítóval nem. Az iskola épülete üres volt, egyetlen tanulót sem találtak az egyházlátogatók.
Szalánta 1730-ban káptalani birtok, Németi pedig a püspöké. Németi lakosságát ez idő tájt volt átaiak is alkották. Sokan Átát a török kiűzésekor hagyta el.
Az 1740-es évek elején határper folyt le Szalánta, Bisse és Turony falvak között.
Büki István szalántai plébános 1750 körül Németibe költözött. Beiktatásakor, 1751-ben Németit plébániai rangra emelték. Czvetan Mátyás, Koper szülötte 1762–65 között itt volt káplán.
Németi tanítóját a 18. század közepén Kiss Istvánnak hívták. A falu iskolája 1763-ban készült el, amely egyszobás parasztház volt. Ekkor a szalántai templomot kis mértékben javították.

## A felvilágosodás idején
1767-ben Mária Terézia úrbéri rendelete életbe lépett. Szalánta és Németi úrbáriuma horvát nyelvű volt, mivel a falvak lakossága is szinte teljesen bosnyák volt. Szalánta nevét Szela Szalantszkoga formában írták le. A 362 lelkes falu, ekkor Németh (Németi) plébánia fiókközsége volt. Németi nevét Szela Németszkoda alakban jegyezték fel. Ekkor a falu plébánosát Lukits Lászlónak hívták.
Szalántán és Németiben 1770-71-ben az iskola nem működött.
Németiben 1773-ban a plébánialak mellett „gyönyörű templom” építésén fáradoztak az emberek. Ez egyelőre csak egy kápolnát jelentett. Téglából új plébániát is építettek.
Mária Terézia 1758-ban rendeletekkel kívánta letelepíteni a cigányokat. Az 1770-es évekből való írásokban, amelyeket a Baranya Vármegyei Levéltárban őriznek, Németiben 3 cigány családot, míg Szalántán 1779-ben 1 családot tartottak nyilván.
Németi vezetője, a bíró Krisits János volt. 1777-ben egy tanító dolgozott itt. A plébános Lukrits László székesegyházi főesperes volt.
Szalántán a templomot a plébános 1763-ban javíttatta. A templomban egyházszolga nincs, harangozó van. 1783-ban a faluban már postaállomás is működött
1795-ben kezdték el és 1804-ben készült el a ma is látható templom (védőszentje: Szent László). A szenteltvíz-tartó korábban török mosdómedence volt. Az építőanyagot részben a lebontott szalántai templomból fedezték. A templom helyét előbb fakereszt, majd 1870-es években Vörös Mihály pécsi őrkanonok kőkeresztre cseréltette. Copfstílusú oltárát a vizet fakasztó Szent László képével díszítették. A munkát 80 forintért végezte el Falkoner József.
Németi plébánosa Marevich János kanonok.

## A 19. században
Németi lakossága 1810-ben 239 fő, Szalántáé 480 fő. 26 évvel később az előbbi 187 fő, az utóbbi 431 fő volt.
1829-ben a templomot kimeszelték, a következő év júniusában Veibert Péter kijavította a harangot. 1842-ben renoválták a templomot.
1843-ban Németiben új, 1 tantermes iskola épült. A Szalántán átvezető utat az állam felügyelői jónak minősítették, a házakat katonai beszállásolásokra alkalmasnak találták.
Az első írásos emlék arról, hogy a két faluban a káposztatermesztés jelentős és híres volt 1845-ből származik: Igen szép fejes káposzta Szalántán, Németiben, Bellyén terem.
Németi papja 1846-ban Juhász József volt.
Németi lakossága 1848-ban 296 fő volt, Szalántán pedig 545 fő.
1849. június elején Csányoszró mellett a parasztok felkeltek, vezetőjük Kossa Dániel marócsai tanító volt Perczel Mór megbízásából. Kossa azt a feladatot kapta, hogy rongálja meg a szalántai utakat és az erdőt szállja meg. Turonynál azonban június 10-én a császári csapatok leverték a felkelést.
A század közepén a két faluba kis számú magyar és német telepedett le.
1851-ben a két faluról a következőket írta Fényes Elek:
„Szalánta, horvát falu, Baranya vármegyében, nyílt dombos helyen, postahivatallal és váltással Pécs és Siklós között, a siklósi országutban. Határa 2504 hold, legelő 263 2/8 hold, majorsági beltelek 3 7/8 hold, szántóföld 207 2/8 hold, rét 55 hold, legelő 128 hold, erdő 341 4/8 hold. Földe fekete anyag, melly igen jól terem buzát, kétszerest, kukoriczát, rozsot, és sok káposztát. Lakja 490 r. kath., kik igen tunya, rossz indulatú emberek többnyire. Itt volt hajdan Sz. Márton püspök temploma, hol most az országut mellett egy feszület áll, s ennek romjaiból épült a mostani egyház. Van itt vendégfogadó is és uradalmi lak. Bírja a pécsi székesegyház.”
„Németi, horvát falu Baranya vármegyében, dombon, Pécstől 2, út. p. Szalántához 1/4 mérföldnyire, 270 r. kath. lakja, egy gyönyörű dombon fekvő emeletes plébániával. Határa 1202 6/8 hold, mellből urbéri beltelek 107 5/8 hold, szántóföld 462 hold, szőlő 35 4/8 hold, legelő 105 hold, uradalmi beltelek 10 5/8 hold, szántóföld 44 hold, erdő 307 hold. Földje fekete agyag és termékeny, a káposzta termesztés nagyban üzetik. Földesura a pécsi székesegyház.”
1852 novembere és 1853 januárja között skarlátjárvány lépett fel a környéken, amely a két falut is érintette.
1862-ben Szalánta jegyzőségi székhely lett. Szalántán 1864-ben 526 fő lakott, míg Németiben 311 fő.
A németi plébános 1870-1908 között Márton Márton. 1877-ben Szalántán már körorvos működött. 7 évvel később közegészségügyi kör székhelye. Emellett igazgatási központ is, az itt működött körjegyzőség 1886-ban Áta, Németi, Pogány, Szőkéd és Udvard települések társultak.
Máriagyűdön 1891-ben diftéria ütött ki, amely miatt Szalántán több haláleset is történt.
Németi 1898-ban szerepelt abban a 99 baranyai települést tartalmazó sorban, amelyekben a magyar elem kisebbségben volt és nem volt magyar tannyelvű iskola.

## A 20. század első felében
1906-ban Szalánta község képviselőtestülete versenytárgyalást hirdetett a körjegyzői lak és melléképületek építésére. Ez év november 17-én 5 fős csendőrőrs kezdte meg működését, amit 1 őrmester vezetett.
1908-1921 között a németi plébános Horváth Béla, majd 1946-ig dr. Gasparich György volt.
Az oktatás a 19. század óta Németiben volt. Szalántán önálló iskola nem volt. Az oktatás nyelve a horvát volt. A szalántaiak 1910-ben kezdték el építeni saját iskolájukat, az építkezés 2 évig tartott.
1918. november 14-én megérkeztek a szerb csapatok, akik Baranya jelentős részére igényt tartottak. Szalántán és Németiben a lakosság 95-95%-a volt délszláv nemzetiségű volt ekkor. 1921 augusztusában elhagyták Baranyát a szerbek.
Szalánta község képviselőtestülete 1926-ban községi bikaistálló és községi hullaház építésére hirdetett versenytárgyalást. Ebben az évben levente ünnepélyt is rendeztek. Megalakult a Szalánta-Németi Körjegyzőségi Lövészegyesület, amely 1941-ig működött.
1929-ben így írnak a Baranya vármegye Trianon után tíz évvel című kiadványban:
„Szalánta kisközség
A Pécs és Harkány között húzódó műút mentén körülbelül fekszik ez a már a helyzeténél fogva is fejlődőképes község 700 főnyi lakossal. Központja a szalántai választókerületnek, melynek az első nemzetgyűlési választás óta Muszti István a képviselője. Felemlítésre méltó történelmi múltja nincs, jövő fejlődése azonban bizakodással tekinthetünk. Körjegyzőségéhez tartozik még: Németi, Szőkéd, Áta és Pogány községek”
1925-ben Szalánta jegyzője Horváth Géza lett. Ő vezette ezenkívül a Szalántai Levente Egyesületet. 1927. szeptember 26-án espereskerületi gyűlést tartottak. A szalántai postahivatal vezetője 1931-ben Takács Istvánné lett. 1934-ben megalakult Németiben a Legeltetési Társaság. Németiben 1937. június 27-én Hanny Ferenc dr. püspöki helynök felszentelte a plébániatemplom új harangjait.
Szalánta lakossága 1938-ban 794 fő, Németi lakossága pedig 364 fő volt. Ebben az évben ismét felmérték a vármegye településeit. Az összefoglalóban érezhető az akkori korban jellemző „nemzeti öntudat”, ennek két bizonyítéka:
„Jellemző még a szellemi elmaradottság, mely elsősorban a hajlam hiányának, másodsorban pedig a nem törödömségnek tudható be. Ennek élő bizonysága az újságok olvasatlansága, a magyar nyelv elsajátítása iránti érzéketlenség.
...
Végül felhozható a helytelen erkölcsi felfogás, mely szerint a horvát nép gyermekét már 12 éves korában kocsmába járatja azzal a gondolattal, hogy ott találja meg élete párját.”
1940-ben a két faluban – hasonlóan a többihez – bevezették a 8 osztályos oktatást.
A második világháború vége Szalántán 1944. november 30-án volt. Előtte való nap Szalántán németek, Németiben szovjetek állomásoztak. A Németi-patak volt a front. A háború miatt az 1944/45-ös tanév megszakadt. 1945 januárjában indult újra.

## A második világháború után
Szalántáról 1945 elején 14 főt szállítottak el málenkij robotra.
Szalántán 1945. április 7-én alakult meg a helyi földigénylő bizottság, míg Németiben tárgyhó 30-án. A földreformban egy birtokot és a székesegyház földjeit osztották fel. Szalántán 62 földigénylő volt, míg Németiben 41 fő. Ez évben alakult meg mindkét községben a polgárőrség. A rendőrőrs egy évvel később.
1946-1966 között Deák István volt a plébános, majd 2007-ig Zagorácz István.
Az iskolákat 1948-ban államosították, a szalántai iskola fiókiskolai rangba került.
Szalánta lakossága 1949-ben 775 fő volt, Németiben 344 fő lakott.
A határsáv kijelölésekor Szalánta e sávon belülre került, amely 1956-ban szűnt csak meg.
1950-ben Szalántán kiépítették a villanyhálózatot, Németiben egy évvel később következett ez be. Szalántán mozi is működött 1950-től. Ebben az évben alakult ki a tanácsrendszer. Szalánta, Németi és Bosta volt egy választókerület. Németiben 1951 és 1953 között jelentős mennyiségben gyapotot és dohányt termesztettek. Az iskolában már csak az alsó tagozat működött, a felső tagozatos diákok Szalántára jártak.
1952-ben megalakult a szalántai termelőszövetkezet, de hamarosan fel is oszlott. Ekkor jelölték ki a sportpálya helyét és 1957-ben megalakult a Szalántai Sportegyesület. Az 1956-os októberi eseményeket Szalánta Községi Tanács 1957. május 26-án értékelte. Ebből néhány részlet:
„A tanácsunk területén a községünkön keresztül járó nemkívánatos elemek autós röpcédula szórók, részben, helyi, más vidéki és városi ellenforradalmi hangulattal túlfűtött személyek hangjára és szervezésére október 23-át követő első szombaton és vasárnap községeink lakosainak egy része szintén megmozdult.”
„Szalántán Müller volt rendőr vitte a nagy szerepet, aki azóta disszidált. Itt az első akció a tanácshelyiség megrohanása, a begyűjtési papírok elégetése, az alkotmánycímer leverése volt, a másik akció az FMSZ tábláinak leverése, a harmadik, a legnagyobb az iskola ellen irányult. Innen több iskolai dolgot elhurcoltak és tönkre tettek.”
1958-ban megkezdődött a Pécs-Harkány műút újjáépítése.
Szalántán a termelőszövetkezet 1960. december 20-án alakult meg 251 taggal Új Esztendő Termelőszövetkezet néven. Németiben ugyanebben a hónapban 189 fővel alakult meg a Hajnal Termelőszövetkezet. Az összevonás után az új tsz neve Hunyadi lett. Szalántán 1963-ban az iskolában iskolai újságot indítottak el. Ez azért jelentős, mivel az országban 2 iskolai lap volt. A falukban kiépítették a járdákat. Az iskolákat felújították.
1970-ben Szalántán 717 fő élt, Németiben 305 fő.
1974-ben a garéi és a túronyi termelőszövetkezet beleolvadt a szalántaiba.
1977. január elsején a Németit Szalántához csatolták.
1983. március 1-jén átadták az Öregek Napközi Otthonát 9 idős ember ápolásával.
1990-ben a falu lakossága 1046 fő volt.
Az első szabad választásokon Standovár Mihály lett a polgármester. 1994 óta Dunai Zoltán látja el ezt a tisztséget.
1999-ben felavatták az I. és második világháború hősi halottai emlékművét.

## A 21. században

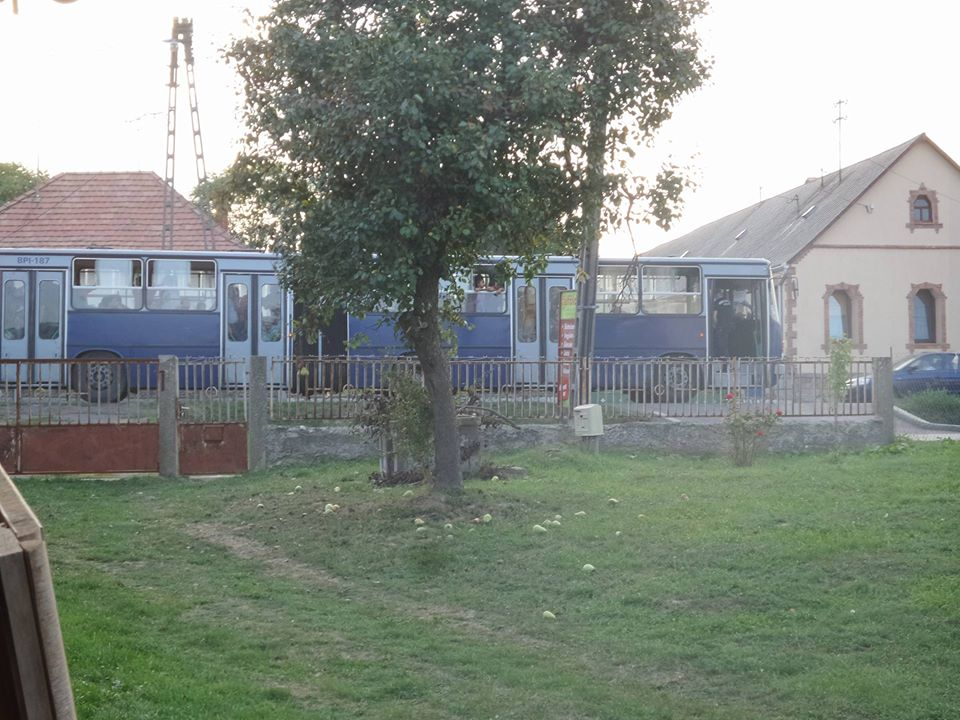
BKV buszokkal szállították a menekülteket

2001-ben 500 példányban kiadták a Szalánta – Németi története című könyvet. 2006. június 25-én aranymisét mutatott be Zagorácz István. A következő évben nyugdíjba vonult. Azóta a plébános Ronta László. 2008. szeptember 1-jén jött létre a Szalánta és Térsége Általános Iskolája és Óvodái a korábbi szalántai iskola, szalántai óvoda és szavai óvoda egyesítésével. 2009. augusztus elsejével létrejött a Pécsi Kistérségi Óvoda és Általános Iskola, amelyhez a korábbi szalántai, baksai és egerági iskolák ill. óvodák tartoznak.
A 2014-es országos választások óta a Baranya megyei, 2023-tól vármegyei 4. (szigetvári) választókerülethez tartozik a település.
A 2015-ös migrációs válság idején Szalántán keresztül szállították a menekülteket Beremendről a célhelyükre.
2016-ban az egy főre jutó települési teljes vásárlóerő 1,2 millió forint volt.